# Jan De Clerck
 (novembre 2018).
Si vous disposez d'ouvrages ou d'articles de référence ou si vous connaissez des sites web de qualité traitant du thème abordé ici, merci de compléter l'article en donnant les références utiles à sa vérifiabilité et en les liant à la section « Notes et références ».
Pour les articles homonymes, voir De Clercq.
Jan De Clerck, né le 17 août 1881 à Ostende et mort le 24 février 1962  à Ostende, est un peintre belge.

## Biographie
Jan De Clerck, a flirté avec l'impressionnisme (dans ses paysages urbains et ses ruelles), le pointillisme, le luminisme, le symbolisme..., le tout soutenu par une solide technique de dessin.
Né à Ostende, Jan de Clerck étudie brièvement avec le peintre Camille Payen à Bruxelles au tournant du siècle, mais il est essentiellement autodidacte. Il a été très influencé par les expositions organisées par le groupe La Libre Esthétique, et ses premières peintures datent de la fin des années 1890. Gagnant rapidement en confiance et en habileté, De Clerck expose ses peintures pour la première fois en 1905. Il développe rapidement une technique originale, une sorte de pointillisme allongé de coups de pinceau striés, produisant des paysages et des marines teintés d'une esthétique symboliste. Comme l'a noté un auteur moderne à propos de l'artiste, de Clerck "a adapté le pointillisme et la concentration de la lumière pour produire sa propre technique, souvent utilisée en technique mixte, qui consiste à faire glisser la peinture par de courtes touches verticales afin de construire la surface de l'image. Cette technique individuelle, De Clerck l'a pratiquement faite sienne et la plupart de ses meilleures œuvres, jusqu'en 1920 environ, sont peintes de cette manière. En 1908, frustré par son manque de succès au prestigieux Salon des Beaux-Arts, de Clerck forme le Cercle Artistique d'Ostende, qui comprend plusieurs artistes locaux ainsi que son frère Oscar, un sculpteur, et il expose avec le groupe jusqu'en 1914.
Avec le début de la Première Guerre mondiale et l'invasion de la Belgique par l'Allemagne, Jan et son frère Oscar s'enfuient en Angleterre. Pendant cette période d'exil, le jeune artiste peint des paysages et des camouflages, participe à des expositions locales et se lie d'amitié avec des artistes tels que Frank Brangwyn. Après la guerre, de Clerck retourne à Ostende où sa réputation ne cesse de croître. Il expérimente de nouvelles techniques, mélangeant souvent le pastel et l'aquarelle, qu'il appelle "aquapastel", pour créer les effets lumineux qu'il recherche. Dans les années 1920, de Clerck peint des sujets plus figuratifs, exécutés dans des couleurs vives, d'une manière quelque peu naïve, avec des sujets folkloriques et des compositions influencées par une visite en Bretagne en 1920. Il crée également une école d'art dans son atelier. À l'occasion de deux expositions concomitantes des œuvres de de Clerck à Ostende en 1927, James Ensor note, dans une lettre adressée au comité organisateur, que "je souhaite saluer discrètement ce collègue industrieux et entreprenant, ce rare chercheur de jeunesse et d'illusion". D'autres expositions de ses œuvres à Ostende, Liège et Gand, ainsi que la publication d'un livre de reproductions de ses œuvres en 1928, contribuent à renforcer sa réputation. Après 1933, cependant, il n'y a plus d'expositions majeures de son travail pendant près de vingt ans, jusqu'en 1951. Sa production commence à diminuer et il se consacre principalement aux marines, son sujet de prédilection.